# Endonesia
Endonesia (エンドネシア), ook bekend als Endnesia of Exotica, is een avonturenspel voor de PlayStation 2. Het spel werd ontwikkeld door Vanpool en uitgegeven door Enix. Het spel werd alleen uitgegeven in Japan op 31 mei 2001.

## Gameplay
De speler bestuurt een jongetje uit groep 7 dat per ongeluk geteleporteerd wordt naar een fictief eiland met de naam Endonesia. De hoofdpersoon moet spreken met de 50 goden van het eiland om weer thuis te kunnen komen. Dit doet hij door het verkrijgen van krachten die "Emo Powers" genoemd worden en die veranderen met zijn emoties en de emoties van anderen in zijn buurt. Het spel heeft een dag en nacht cyclus en heeft ook dagen van de week, waarbij het eiland vastzit in een  periode van 10 dagen die zich steeds opnieuw afspeelt.

## Ontwikkeling
Endonesia werd ontwikkeld door Vanpool, dat bestaat uit voormalig werknemers van Love-de-Lic. Het instructieboekje van het spel is gebaseerd op een reisbrochure. Het boekje heet Endonesia Airlines en bevat een kaart, foto's van voedsel en dieren in het spel, en een welkomstbrief van het eiland.

## Ontvangst
Toen het spel uitkwam gaf het tijdschrift Famitsu  het een score van 32 van de 40. Endonesia verkocht slechts 9,757 exemplaren tijdens de eerste verkoopweek in Japan.